# Аостский кафедральный собор
Аостский кафедральный собор Вознесения Девы Марии (фр. Cathédrale Notre-Dame-de-l'Assomption, итал. Cattedrale di Santa Maria Assunta) — собор в Аосте, главный храм епархии Аоста.

## История
Раскопки показали, что на месте собора был комплекс религиозных сооружений значительных размеров, датируемый началом христианизации Валле-д’Аоста. Он существовал уже во второй половине IV века, включал в себя здание с одним нефом длиной около 40 метров, с несколькими пристройками и двумя баптистериями. Вероятно, эта была раннехристианская церковь, которая использовалась до конца первого тысячелетия, пока на её месте не появился нынешний собор.
Первое упоминание нынешнего собора датируется 1025 годом. Церковь была построена по приказу Ансельма I (ит.), который был епископом Аосты в 994—1025 годах (не путать с Ансельмом Аостским). Это была базилика размером 54 на 32 м в романском стиле с тремя нефами и деревянной крышей, входом с южной стороны, главную полукруглую апсиду обрамляли две колокольни. К середине XI века неф был полностью покрыт фресками. На северной стене было изображено житие святого Евстафия, на южной — библейские сцены.
Нынешний фасад в неоклассическом стиле построен в 1846—1848 годах. От романского периода сохранились две кампанилы с башенными часами и крипта.

## Галерея

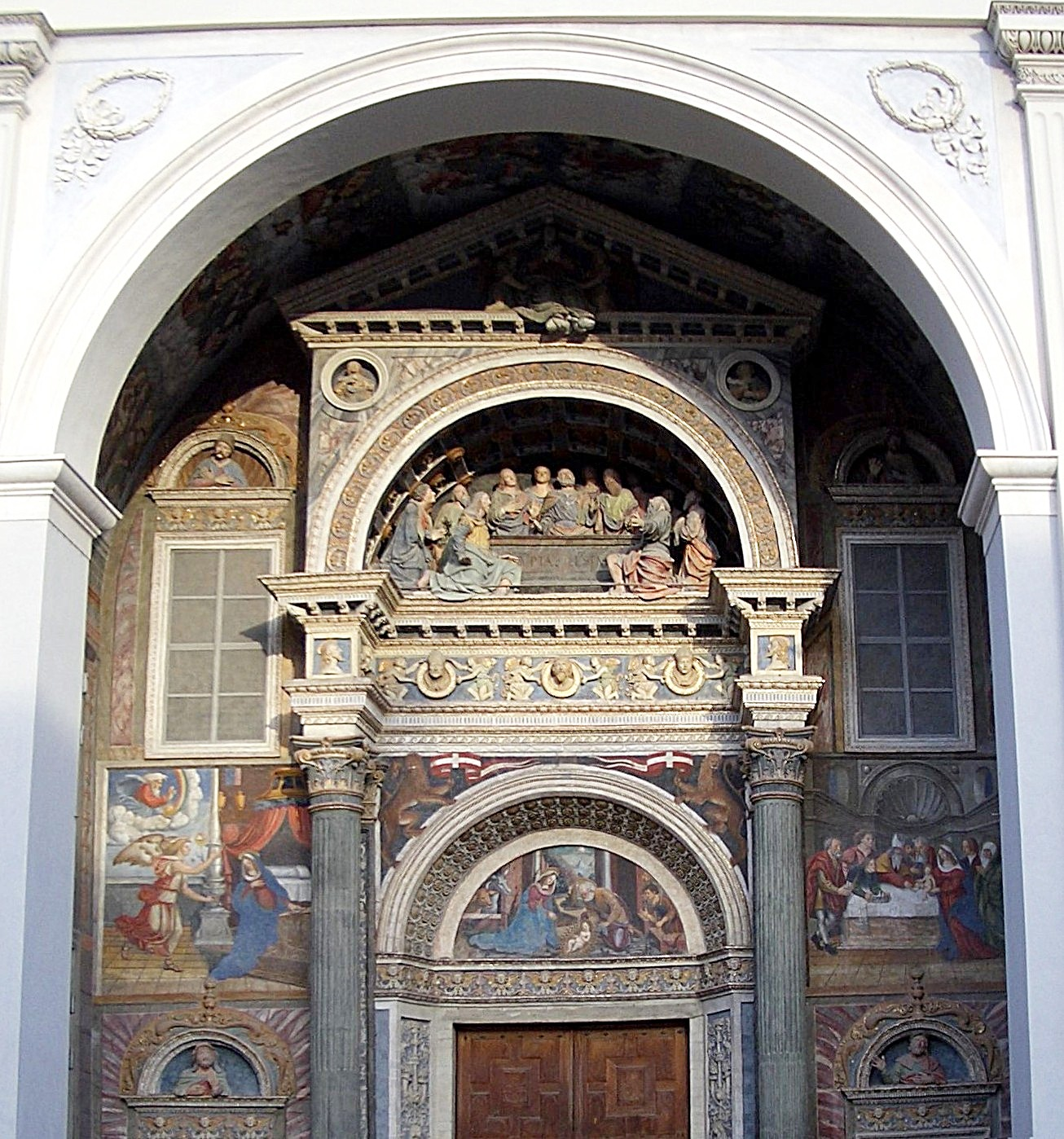
Портал собора
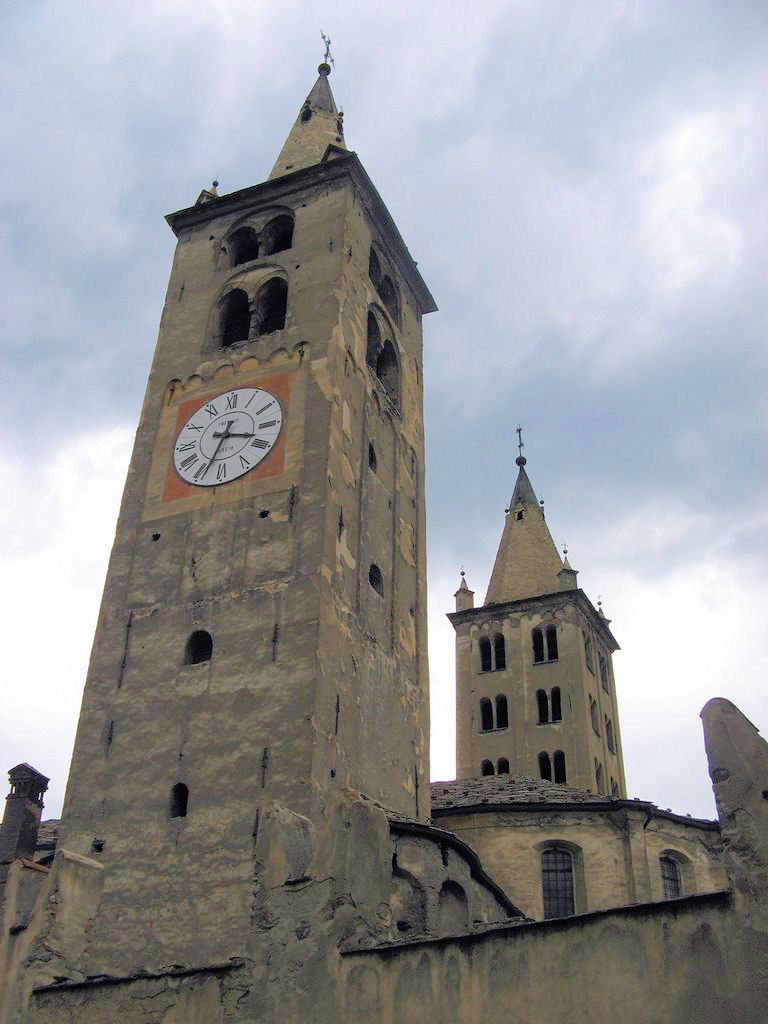
Кампанилы
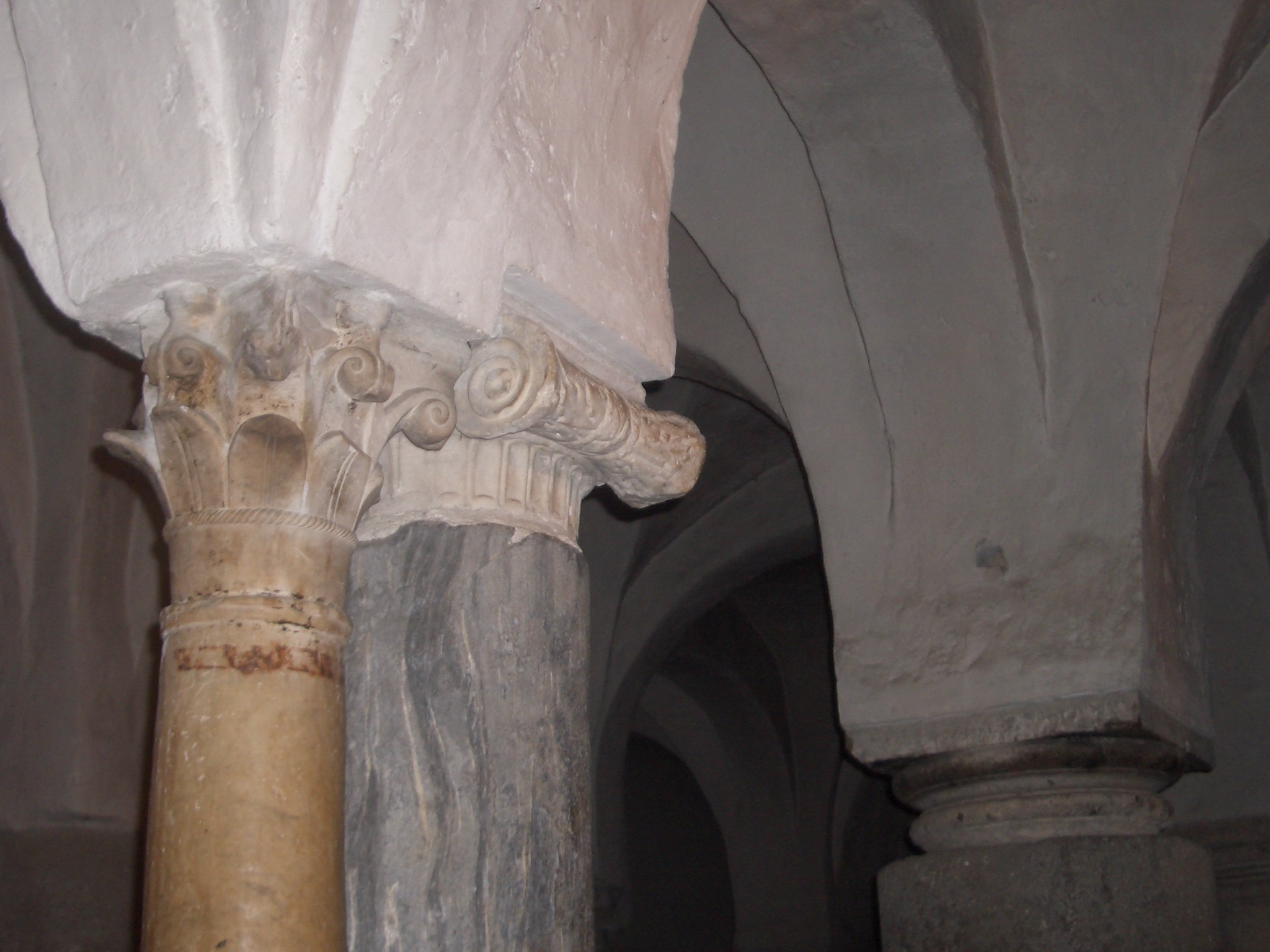
Крипта
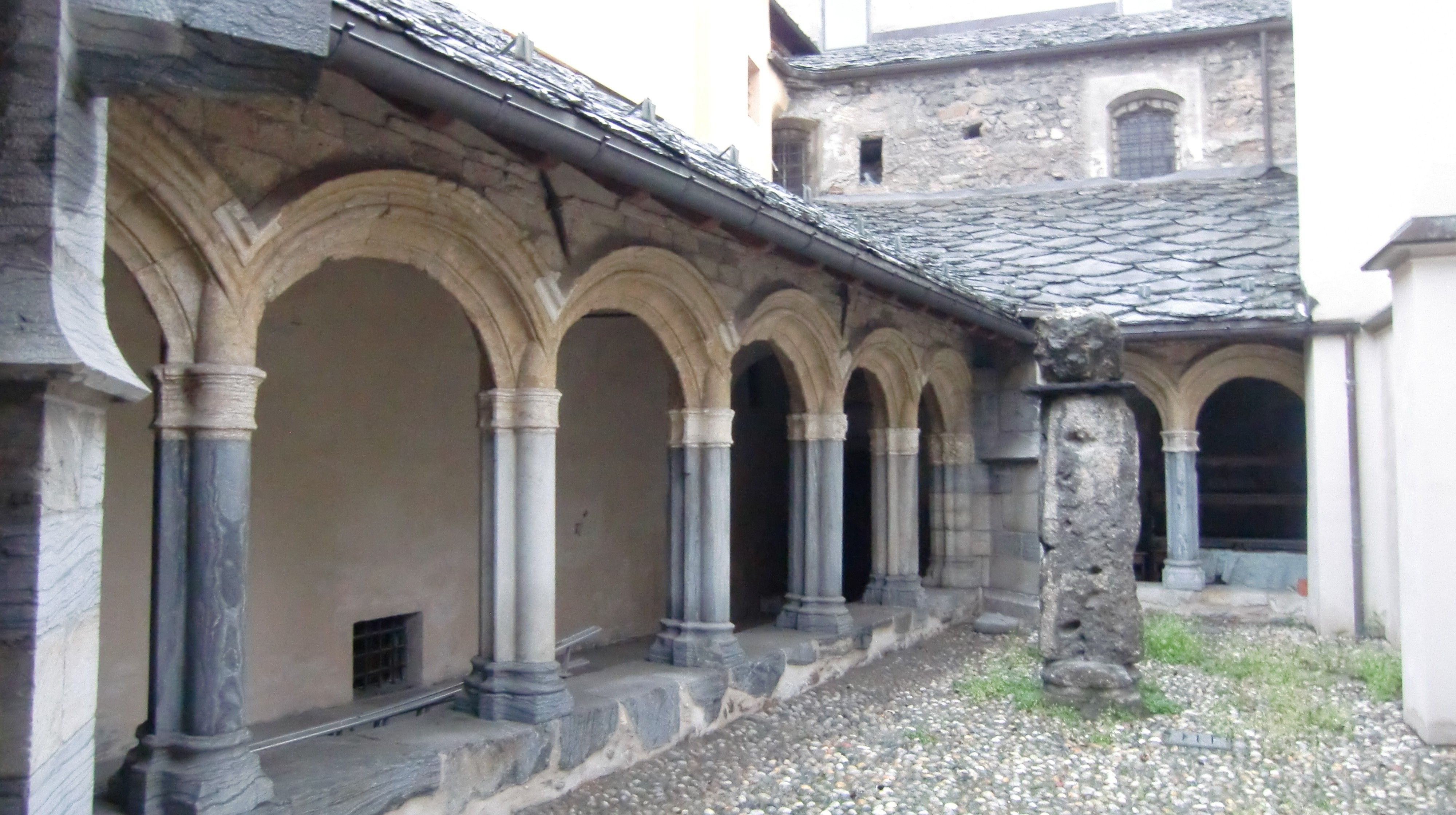
Клуатр